# Jean-Joseph Merlin
John Joseph Merlin (17 tháng 9 năm 1735 – 4 tháng 5 năm 1803, tên khai sinh là Jean-Joseph Merlin) là một thợ làm đồng hồ và là một nhà phát minh người Bỉ. Ông sinh năm 1735 tại thành phố Huy thuộc tỉnh Liège, Bỉ. Lớn lên một chút, Joseph Merlin sang sinh sống ở Paris. Ông theo học nghề thợ cơ khí chế tạo máy chính xác và đồng hồ và được đánh giá là một người thợ có tài năng bẩm sinh. Chính vì điều này, viên Đại sứ Tây Ban Nha ở Anh đã tìm cách đưa Merlin đến Luân Đôn định cư và lập nghiệp vào năm 1760.
Một trong những phát minh đáng nhớ của Joseph Merlin là giày trượt patin, ra đời vào năm 1760 và được xem là cha đẻ của môn thể thao này. Merlin đã trình bày phát minh mới của mình trong một buổi vũ hội hóa trang khi vừa chơi đàn vĩ cầm vừa trượt patanh, nhưng không may ông không điều khiển được phương hướng, đâm sầm vào một chiếc gương lớn và bị thương nặng.
Merlin cũng là một nhạc công nghiệp dư, chơi các loại đàn vĩ cầm và harpsicord. Và ông là tác giả của một số nhạc cụ cải tiến và là người chế tạo ra nhiều máy tự động, tỉ như đồng hồ Cox (đồng sáng chế với James Cox. Chiếc máy tự động Thiên nga Bạc (hiện đang trưng bày ở Bảo tàng Bowes) là một sản phẩm của Merlin.
Ông đã bỏ công xây dựng nên Bảo tàng Cơ khí Merlin tại Quảng trường Hanover để trưng bày các máy móc của mình. Bảo tàng này trong một thời gian dài là nơi thăm viếng của rất nhiều người dân. Một trong những người đến đó chính là Charles Babbage, người thiết kế ra chiếc máy vi tính cơ học đầu tiên.
Danh sách một số phát minh được cho là của Merlin - nếu không kể chiếc giày trượt patin:
- Xe lăn với chỗ ngồi kiểu ghế kiệu dành cho người bị bệnh gút
- Lò quay
- Máy chuyển động liên tục dựa theo sự thay đổi của áp suất khí quyển[3]
- Cân máy[3]
- Đàn harpsicord với cơ chế pianoforte[3]
- Đàn ống[3]
- Đàn harpsichord ghép[3]

Jean-Joseph Merlin qua đời năm 1803 ở Luân Đôn, hưởng thọ 67 tuổi.